# Santa Fé (Ocotepeque)
Santa Fé é um município de Honduras, localizado no departamento de Ocotepeque.